# تيلوريان للغاز
شركة Tellurian Inc. هي شركة للغاز الطبيعي يقع مقرها الرئيسي في هيوستن ، تكساس بالولايات المتحدة الأمريكية. تأسست عام 2016 من قِبل شريف Souki ومارتن هيوستن، ويرأسها الرئيس والمدير التنفيذي ميج جنتل .

## التاريخ
- تم تأسيس تيلوريان بواسطة شريف Souki (المؤسس والرئيس التنفيذي السابق Cheniere Energy) ومارتن هيوستن (المدير التنفيذي السابق لمجموعة BG Group plc) في فبراير 2016.[2]
- جمعت الشركة 60 مليون دولار من خلال الأصدقاء والعائلة والإدارة في أبريل 2016.[3]
- بعد عام واحد من العمل، أصبحت تيلوريان شركة عامة في (NASDAQ: TELL) بعد اندماج عكسي مع Magellan Petroleum في فبراير 2017.[4]

## روابط خارجية
- موقع Tellurian

- - بيانات النشاط التجاري لـ Tellurian Inc.: مالية جوجل
  - ياهو! المالية
  - رويترز
  -  إيداع هيئة الأوراق المالية والبورصات